# Confesiones reformadas de la fe
Las confesiones de fe reformadas son los documentos confesionales de varias iglesias reformadas. Estos expresan los puntos de vista doctrinales de las iglesias que adoptan la confesión. Las confesiones desempeñan un papel crucial en la identidad teológica de las iglesias reformadas, ya sea como normas que los ministros deben suscribir o, más generalmente, como descripciones precisas de su fe. La mayoría de las confesiones datan de los siglos XVI y XVII.
Los catecismos, cánones, tesis y otros documentos similares pueden no ser confesiones per se, pero aún así sirven como símbolos de la fe reformada.

## Confesiones
Las confesiones afirman las creencias de la iglesia de manera completa, aunque no exhaustiva.

### Continentales
- Confesión de los predicadores de Frisia Oriental (1528): 15
- Confesión tetrapolitana (1530)
- Declaración sinodal de Berna (1532): 13[2]: 13
- Primera Confesión de Basilea (1534)
- Primera Confesión Helvética/Segunda Confesión de Basilea (1536)[3]
- Confesión de Ginebra (1536)
- Confesión de Augsburgo alterada (1540)[4]
- Confesión de la Congregación Inglesa en Ginebra (1556)
- Confesión de Fe de Guanabara (1558)[5]
  - Escrito por hugonotes en América del Sur.
- Confesión de fe francesa (1559)
- Confesión de la fe cristiana (1559): 19
- Confesión belga (1561)
- Segunda Confesión Helvética (1562)
- Confesión de Erlauthal (1562): 18
- Confesión húngara (1562): 19
- Confesión de Nassau (1578): 21
- Consenso de Bremen (1595): 21
- Confesión de Segismundo (1614): 21
- Declaración Teológica de Barmen (1934)
- Confesión de Belhar (1986)
  - Adoptado por primera vez en Sudáfrica y desde entonces adoptado por muchas iglesias reformadas principales.

### Presbiterianas
- Confesión escocesa (1560)[6]
- Confesión de fe de Westminster (1646)[7]
- Ley de Ratificación de la Confesión de Fe (1690)
- Confesión de 1967[8]
- Breve declaración de fe (1991)[9]

### Congregacionalistas
El Westminster de los presbiterianos estaba formado por una asamblea de ministros convocada por el parlamento para su uso en las iglesias establecidas de Inglaterra y Escocia. Para los congregacionalistas, este no fue el caso. La diferencia en la aplicación de la confesión principal de los congregacionalistas, Saboya, es que fue escrita como una declaración de consenso y, como tal, no fue tratada como moralmente vinculante para los funcionarios de la iglesia como Westminster para los presbiterianos (llamado suscripcionismo)
Las iglesias congregacionales locales se forman históricamente en torno a pactos (por ejemplo, el Pacto de Dedham), a menudo exclusivos de esa iglesia, otro tipo de confesión.
- Confesión de fe de Westminster (1646)
  - Aunque no fue elaborado por congregacionalistas, el Sínodo de Cambridge (1648) adoptó el WCF sin revisión, refiriéndose únicamente a su propia Plataforma de Cambridge con respecto al gobierno de la iglesia (capítulos XXV, XXX y XXXI).[12]
- Declaración de Saboya (1658)[13][14]
  - Adoptado en Estados Unidos como Saybrook (1708)
- La Declaración de 1833
- Declaración de fe (1865)

### Bautistas
Las confesiones bautistas, al igual que los congregacionalistas, son declaraciones de acuerdo más que reglas aplicables. Ellos "nunca han sido considerados pruebas de ortodoxia, ni de ninguna fuerza autoritativa o vinculante; simplemente reflejan la armonía existente de puntos de vista y las interpretaciones bíblicas de las iglesias que las aceptan".
Parte del movimiento bautista encuentra su origen en el movimiento inconformista de Inglaterra, observando la teología calvinista con los presbiterianos y congregacionalistas. A los bautistas calvinistas se les llama bautistas reformados. Hay más subdivisiones de bautistas reformados, como regulares y primitivos.
Las iglesias bautistas, al igual que los congregacionalistas con quienes comparten puntos de vista sobre la política, redactan pactos eclesiásticos para la congregación local.
- Primera Confesión Bautista de Londres (1644)[16]
- La Confesión de Somerset (1656)
- Segunda Confesión Bautista de Londres (1689)[17]
- Adoptada en Estados Unidos como Confesión de Filadelfia (1742)
- Confesión de New Hampshire (1833 o 1844)
- Afirmación Bautista de Fe 1966

### Anglicanas
Las iglesias anglicanas no son confesionales en el mismo sentido estricto que las iglesias luteranas. La doctrina anglicana está más definida por Lex orandi, lex credendi ("la ley de orar [es] la ley de creer").
- Cuarenta y dos artículos (1553)[22]
- Treinta y nueve artículos (1562/63)[23]
- Artículos de Lambeth
- Artículos irlandeses de 1615[24]
- Confesión de fe de Westminster (1646)[25]
  - Producido por la Iglesia de Inglaterra durante la Guerra Civil Inglesa.

### Metodistas
- Confesión de fe metodista calvinista (1823)[26]

## Catequismos
Los catequismos son herramientas de enseñanza en la iglesia, generalmente en formato de preguntas y respuestas.

### Continentales
- Catecismo de Ginebra (1541)
- Catecismo de Emden (1554): 15
- Catecismo de Heidelberg (1563)
- Catecismo de Wittenberg (1571): 21

### Presbiterianas
- Catecismo Menor de Westminster (1649)
- Catecismo Mayor de Westminster (1649)

### Congregacionalistas
- Leche espiritual para bebés de Boston (1656)

### Bautistas
- Catecismo de Keach (1677)

### Anglicanas
- Catecismo anglicano (1549)[27]
  - Encontrado dentro del Libro de Oración Común

## Constituciones, ordinales y plataformas del orden de la iglesia
Estos documentos se relacionan con la política eclesiástica de la iglesia.

### Continentales
- Orden de la Iglesia de Dort (1618)
- Ordenanzas eclesiásticas (1641)[28]

### Presbiterianas
- Forma de gobierno de la Iglesia Presbiteral (1645)

### Congregacionalistas
- Plataforma de Cambridge (1648)[29]
- Plataforma de Disciplina de la Declaración de Saboya (1658)
- Título completo: De la institución de las iglesias y del orden establecido en ellas por Jesucristo
- Quince artículos de la Plataforma Saybrook (1708)
- Plataforma de Boston (1865)

## Documentos ocasionales
Estos documentos tienen un alcance menos general que una confesión habitual. Pueden confesar la respuesta de esa iglesia a una controversia teológica (por ejemplo, los Cánones de Dort) o buscar encontrar puntos en común entre iglesias discretas (por ejemplo, el Consensus Tigurinus).
- Los sesenta y siete artículos de Zwinglio (1523)
- Diez tesis de Berna (1528)
- Artículos de Lausana (1536)
- Consenso de Zurich (1549)[2]: 14
- Consenso de Sendomir (1570)[2]: 19
- Armonía de las Confesiones de Fe (1581), una respuesta a la Fórmula Luterana de Concordia.
- Cánones de Dort (1619)
- Consenso helvético (1675)
- Conclusiones de Utrecht (1905)